# Somalia-Kuhantilope
Die Somalia-Kuhantilope (Alcelaphus swaynei), auch Swaynes Kuhantilope oder Korkay genannt, ist eine im zentralen Äthiopien vorkommende Art der Antilopen innerhalb der Kuhantilopen (Alcelaphini). Sie unterscheidet sich von anderen Vertretern der Gattung durch ihr kontrastreicheres Fell sowie ihre kleineren und weiter auseinanderstehenden Hörner. Die Tiere leben in höheren Gebirgslagen um 2000 m und bewohnen Kurzgrassavannen. Sie bilden kleine Herdenverbände, die sich zeitweise auch zu größeren Gruppen zusammenschließen können. Ihre hauptsächliche Nahrung besteht aus Gräsern. Das einst größere Verbreitungsgebiet ist heute stark zusammengeschrumpft. Gegenwärtig sind zwei wildlebende Populationen bekannt. Die Art gilt in ihrem Bestand als gefährdet. Sie wurde im Jahr 1892 wissenschaftlich eingeführt.

## Merkmale

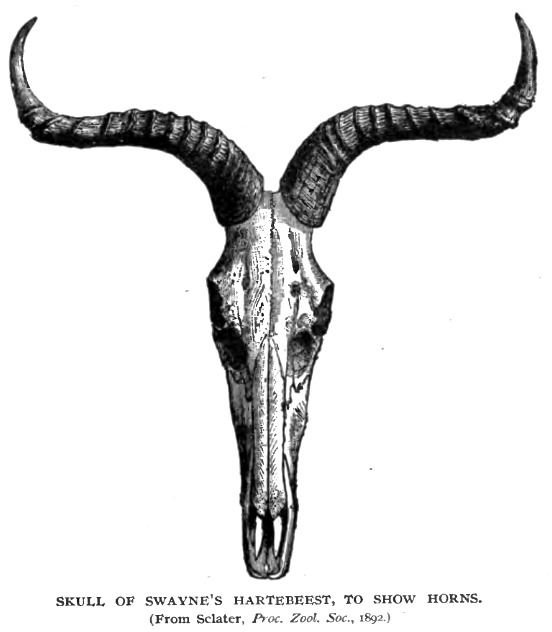
Schädel einer Somalia-Kuhantilope

Mit einer Kopf-Rumpf-Länge von 250 cm und einer Schulterhöhe von 124 cm ist diese Antilopenart mittelgroß. Der Schwanz wird etwa 50 cm lang. Wie bei allen Eigentlichen Kuhantilopen ist der Kopf langgestreckt und leicht gebaut. Oberhalb der Vorderbeine erhebt sich ein kleiner Höcker (Widerrist), so dass die Rückenlinie scheinbar abfallend verläuft. Im Gegensatz zu ihren Verwandten aus dem östlichen Afrika zeigt die Somalia-Kuhantilope eine intensivere Fellfärbung. Allgemein ist das Fell dunkel schokoladen- bis rötlichbraun gefärbt, bei einigen Individuen kann es sehr dunkel bis schwärzlich sein, vor allem im Gesicht, am Nacken und an den Seiten. Die Einzelhaare sind braun mit weißen Spitzen. Als markante Merkmale treten dunkle Flecken in Gesichtsmitte und an den Beinen auf, bei sehr dunklen Tieren sind erstere aber kaum bemerkbar. Die Schwanzspitze ist schwarz gefärbt. Beide Geschlechter tragen Hörner, die von vorn betrachtet U- bis V-förmig auseinanderstehen. Die Hörner ähneln in ihrer Form denen der Kongoni-Kuhantilope (Alcelaphus cokii), sie sind aber nicht so winklig abgeknickt, sondern sanfter geschwungen, so dass sie eher einer Leier gleichen. Die Hornspitzen stehen aber deutlich weiter auseinander. Im Vergleich zu den Hörnern anderer Kuhantilopen sind sie relativ kurz und leicht gebaut, ebenso die Knochenzapfen, auf denen die Hörner aufsitzen. In Bezug auf Schädel- und Hornmaße besteht ein starker Geschlechtsdimorphismus.

## Verbreitung

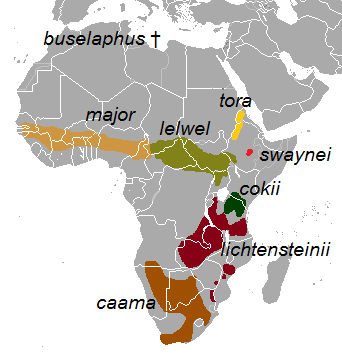
Das Verbreitungsgebiet der Somalia-Kuhantilope (Alcelaphus swaynei) und der weiteren Arten der Eigentlichen-Kuhantilopen (Alcelaphus)

Die Somalia-Kuhantilope bewohnte ursprünglich die gesamte Gegend um den Äthiopischen Graben von Somalia im Norden südwärts bis zum See Zway. Sie verschwand Anfang des 20. Jahrhunderts aus Somaliland auf Grund der Rinderpest. Nun beschränkt sich ihr Vorkommen auf zwei Gebiete innerhalb des Grabenbruchs in Zentral-Äthiopien: das Senkelle Swayne's Hartebeest Sanctuary östlich von Shashemene und der Maze-Nationalpark. Zwei ausgewilderte Populationen aus dem Senkelle-Gebiet, die im Awash-Nationalpark und im Nechisar-Nationalpark angesiedelt wurden, überlebten nicht. Das gesamte Verbreitungsgebiet der Art wird heute mit 259 km² angegeben. Die Somalia-Kuhantilope lebt in Höhen ab 2000 m. Sie bewohnt dort trockene Kurzgrassavannen, die auf brachliegendem Land entstanden sind und von Süßgräsern wie Eleusine, Chloris oder Harpachne sowie Hundszahngräsern dominiert werden. Diese Bevorzugung von Kurzgrassavannen unterscheidet die Somalia-Kuhantilope stark von anderen Kuhantilopen.

## Lebensweise
Wie andere Kuhantilopen auch lebt die Somalia-Kuhantilope in Herden. Diese Herden bestehen aus Weibchen und deren Jungen. Eine Herde umfasst in der Regel weniger als 10 Individuen. Im November finden sich die Herden zusammen und bilden Gruppen von bis zu 180 Tieren. Diese Gruppenverbände splitten sich aber Mitte Dezember, zum Beginn der Geburtsphase, wieder auf. Männliche Tiere bilden teilweise Junggesellengruppen. Zwischen den männlichen Individuen stellen Flanken- und Kopfreiben wichtige soziale Interaktionen dar. Rangkämpfe untereinander wurden bisher nicht beobachtet, sodass die Männchen möglicherweise im Unterschied zu anderen Kuhantilopen nicht territorial leben. Die Hauptaktivitäten fallen auf die Zeit des frühen Morgens zwischen 06:00 und 10:00 Uhr und des späten Nachmittags zwischen 16:00 und 18.00 Uhr. Die Tageshitze verbringt ein Großteil der Tiere im Schatten. Die Nahrungsaufnahme nimmt mit rund sieben Stunden mehr als die Hälfte der aktiven Phase ein, der Rest verteilt sich auf Ruhe mit knapp vier Stunden, Wanderung mit etwas mehr als einer Stunde und sonstige Aktivitäten mit rund einer halben Stunde. Die Somalia-Kuhantilope ist an harte Grasnahrung angepasst (grazing) und bevorzugt kurze, üppige Grasstände. Wenn möglich trinken die Tiere regelmäßig, können aber auch längere Zeit ohne Wasser auskommen. Ein einzelnes Jungtier wird zwischen Dezember und Februar geboren. Die jährliche Fortpflanzungsphase ist dadurch relativ kurz und abweichend von der benachbarten Kongoni-Kuhantilope (Alcelaphus cokii) jahreszeitlich stärker gebunden. Es wird angenommen, dass rund zwei Drittel der Kälber das erste Jahr überlebt. Gelegentlich erkranken Tiere an der Rinderpest wie 1897 beobachtet. Generell sind Kuhantilopen aber weniger anfällig, als es beispielsweise bei den Leierantilopen der Fall ist.

## Systematik
Die Somalia-Kuhantilope ist eine Art aus der Gattung der Eigentlichen-Kuhantilopen (Alcelaphus). Die Eigentlichen Kuhantilopen sind mittelgroße Vertreter der Antilopen, die sich durch einen schlanken Kopf und lange Beine auszeichnen. Allerdings zeigen sie eine beträchtliche Variationsbreite. Sie sind über weite Teile des östlichen, westlichen und südlichen Afrikas verbreitet und gelten als spezialisierte Grasfresser. Es werden mehr als ein halbes Dutzend Arten der Eigentlichen Kuhantilopen unterschieden. Die Gattung wiederum gehört zur Tribus der Kuhantilopen (Alcelaphini), welche unter anderem auch die Gnus (Connochaetes) und die Leierantilopen (Damaliscus) enthält. Die Tribus bildet wiederum einen Teil der Familie der Hornträger (Bovidae) und innerhalb dieser der umfassenden Unterfamilie der Antilopinae.

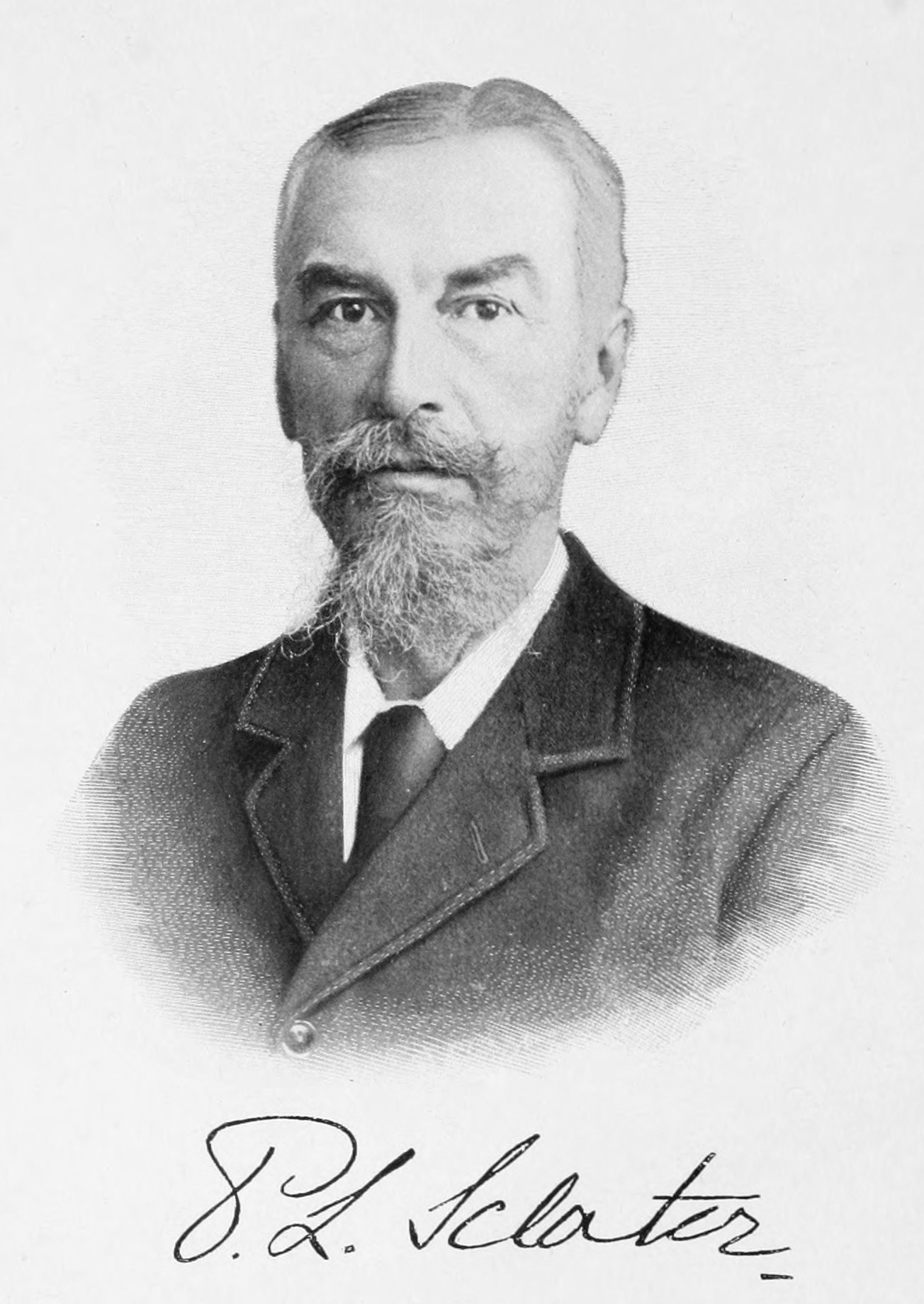
Philip Lutley Sclater

Ursprünglich wurden alle Vertreter der Eigentlichen Kuhantilopen zu einer Art zusammengefasst, der „Kuhantilope“ (Alcelaphus buselpahus) und als Unterarten betrachtet. Molekulargenetische Studien aus dem Jahr 1999 und 2001 ließen innerhalb der Gattung drei Kladen erkennen. Eine beschränkt sich auf das südliche Afrika mit der Lichtenstein-Kuhantilope (Alcelaphus lichtensteinii) und der Südlichen Kuhantilope (Alcelaphus caama), eine weitere umfasst das westliche Afrika und schließt die Westafrika-Kuhantilope (Alcelaphus major) ein. Die dritte Klade wiederum besteht aus den vier ostafrikanischen Vertretern. Die Somalia-Kuhantilope stellt dabei die Schwestergruppe der Tora-Kuhantilope (Alcelaphus tora) dar. Zwischen der westlichen und östlichen Klade kommt es gelegentlich zu Genaustausch, die südafrikanische Gruppe hingegen ist monophyletisch. Allerdings tritt in der östlichen Klade eine „Mischgruppe“ auf, die eventuell auf falsche Zuweisungen zurückgeht. Aus der hohen Vielfalt in der östlichen Gruppe und dem gelegentlichen Austausch mit den westafrikanischen Formen schlussfolgerten die Autoren der Studie, dass die Eigentlichen Kuhantilopen wohl in Ostafrika ihren Ursprung haben. Den Beginn der Diversifikation setzen sie vor rund 500.000 Jahren im Mittelpleistozän an. Als weiteres Ergebnis vermuteten sie, dass die Gattung aus wenigstens zwei Arten besteht, die südliche Gruppe und die westlich/östliche Gruppe. Peter Grubb hob daraufhin im Jahr 2005 die beiden südlichen Vertreter in einen eigenen Artstatus. In einer Revision der Hornträger aus dem Jahr 2011 erkannten Colin Peter Groves und Grubb dann auch die anderen Formen als selbständige Arten an. Die Ansicht wird aber nicht vollständig geteilt, andere Autoren sehen die „Kuhantilope“ als einzige bestehende Art an.
Beobachtungen von Kuhantilopen im nordöstlichen Afrika reichen bis in die zweite Hälfte des 19. Jahrhunderts zurück, so unter anderem berichtet von Ethelbert Lort Phillips im Jahr 1885. Die wissenschaftliche Erstbeschreibung der Somalia-Kuhantilope erfolgte im Jahr 1892 durch Philip Lutley Sclater unter der Bezeichnung Bubalis swaynei. Er verwendete dafür den Kopf mit Haut eines Individuums aus Somaliland, der aus der Sammlung des britischen Armeeangehörigen und Erforschers Harald George Carlos Swayne stammte. Ihm zu Ehren benannte Sclater auch seine neue Art. Swayne selbst veröffentlichte im gleichen Jahr noch einen Bericht über seine Beobachtungen zur Lebensweise der Tiere, von hier stammt auch die Angabe der Typusregion mit Haud, etwa 170 km südlich der Stadt Berbera (100 miles from the coast). Swaynes Beschreibungen flossen zwei Jahre später auch in das von Sclater und Oldfield Thomas veröffentlichte Buch The book of antelopes ein. Die Existenz von Kuhantilopen in der Region war schon vorher bekannt gewesen, meist wurden die Tiere mit anderen Arten gleichgesetzt.

## Bedrohung und Schutz
Größte Bedrohung für die Somalia-Kuhantilope ist die Ausdehnung der land- oder weidewirtschaftlich genutzten Flächen sowie die Jagd. Die Art überlebt heute nur noch in zwei Schutzgebieten, dem Senkelle Swayne's Hartebeest Sanctuary und dem Maze-Nationalpark, und hat dadurch einen eng begrenzten Lebensraum. Das Senkelle-Gebiet ist vollständig von Ackerland und Viehweiden umgeben. Die weidenden Hausrinder konkurrieren vor allem während der Wachstumsperiode der Pflanzen mit den Wildtieren um die Nahrung, andererseits sehen die ortsansässigen Bauern ihre Ernte durch die Wildtiere bedroht. Die IUCN stuft aus diesen Gründen die Somalia-Kuhantilope als „gefährdet“ (endangered) ein. Im Jahr 2008 wurde die Anzahl der wildlebenden Tiere auf etwa 800 Individuen eingeschätzt, wobei es in den drei Jahrzehnten davor teils starke Schwankungen in der Bestandsgröße gab. Demnach war um 2005 ein Tiefststand von insgesamt 480 Tiere zu verzeichnen. Vor allem in der Senkelle-Region gab es ein jüngerer Zeit einen Anstieg der Population. Gegenwärtig (2016) gehen Experten von rund 1000 wildlebenden Somalia-Kuhantilopen aus. Zu den wichtigsten Schutzmaßnahmen gehört der Erhalt der zwei noch existierenden Populationen.